# Elwood-Magnolia
Elwood-Magnolia é uma Região censo-designada localizada no estado americano de Nova Jérsei, no Condado de Atlantic.

## Demografia
Segundo o censo americano de 2000, a sua população era de 1392 habitantes.

## Geografia
De acordo com o United States Census Bureau tem uma área de
8,4 km², dos quais 8,4 km² cobertos por terra e 0,0 km² cobertos por água.

## Localidades na vizinhança
O diagrama seguinte representa as localidades num raio de 16 km ao redor de Elwood-Magnolia.